# Julien Ciamaca
Julien Ciamaca, né le 4 mai 1978 à Arles, est un acteur français.

## Biographie
En 1989, il tourne dans deux films d'Yves Robert (La Gloire de mon père et Le Château de ma mère), sortis l'année suivante. Il y incarne Marcel Pagnol durant son enfance.
Il abandonne ensuite toute carrière artistique pour se consacrer à ses études et à des voyages. Ingénieur diplômé de l'INSA de Lyon (promotion 2000), il est pendant un temps ingénieur à EDF à Marseille. Il travaille ensuite sur le site du CNEPE à Tours,.

## Filmographie
Sauf indication contraire, les informations mentionnées dans cette section peuvent être confirmées par les bases de données cinématographiques  présentes dans la section « Liens externes ».
- 1990 : La Gloire de mon père d'Yves Robert : Marcel Pagnol enfant
- 1990 : Le Château de ma mère d'Yves Robert : Marcel Pagnol enfant